# Chiesa di Santa Maria del Carmelo (Roccalumera)
La chiesa di Santa Maria del Carmelo è un tempio sacro cattolico, ubicato a Roccalumera, nel cuore del quartiere Botteghelle, ove si perpetua il culto alla Beata Vergine Maria con il titolo di Madonna del Monte Carmelo.

## Storia e descrizione

### Le origini del culto
La chiesa della Madonna del Carmelo fu edificata nel 1938 nel quartiere Botteghelle, alle spalle dell’antica chiesetta - oggi non più esistente - della Madonna Bambina e delle Anime Purganti.
Al culto delle Anime Sante del Purgatorio è legata la devozione verso la Vergine del Monte Carmelo, che secondo la tradizione assiste continuamente le anime purganti nell'espiazione delle loro colpe, le accompagna in cielo quando si sono purificate e assicura a quanti si spengono indossando il suo sacro scapolare la salvezza eterna dell'anima.

### Il sacro edificio
Il nuovo tempio eretto in suo onore, sorto per la munificenza del vescovo di Messina Monsignor Angelo Paino, fu solennemente benedetto il 14 luglio 1940. La chiesa venne eretta in Parrocchia Autonoma il 25 febbraio 1943.
Il primo parroco fu padre Placido Irrera, sacerdote profondamente devoto alla Madonna del Carmelo. Egli, in una lettera circolare datata 10 marzo 1945 e inviata, in veste di parroco, ai roccalumeresi che vivevano all’estero, scriveva così: “Mentre sul nostro patrio suolo imperversa ancora la guerra, noi che abbiamo visto e sentito la tormente, che ha ovunque schiantato le cose nostre più care, per nulla sgomenti dalle vicissitudini umane, stendiamo ai nostri figli ancora la mano. Quasi per voto per essere usciti incolumi dal terribile flagello abbiamo promesso alla SS. nostra Vergine del Carmelo di perpetuare con un’opera in Suo onore, la Sua Materna Protezione su tutti noi. È nostra intenzione, perciò, mettere la Sua Immagine Venerata in un più degno luogo, arricchendo il suo altare e la volta del Suo Tempio con decorazioni e pitture … “.
E, per la grazia ricevuta, padre Irrera scioglieva in parte il voto, anche perché improvvisamente cessava di vivere, in età ancora giovane, nell'anno del Signore 1955.
Dal punto di vista architettonico, l'imponente facciata - affiancata da un alto campanile - rimanda subito al carattere mariano del tempio, con le tonalità azzurrine dei portoni e degli elementi ornamentali e con la grande epigrafe in latino “Carmeli Virgini Dicatum”.
L'interno, austero ed elegante, è costituito da tre navate delimitate da colonne. L'altare monumentale è realizzato in marmo rosa, con quattro colonne laterali più grandi e quattro più piccole al centro con capitelli in stile corinzio; sulla sommità svetta lo scudo dell'Ordine Carmelitano, mentre ai lati sono scolpiti due angioletti in marmo.
Nella nicchia al centro dell'Altare Maggiore è custodita l'immagine statuaria della Madonna del Carmelo, Celeste Patrona e Titolare della Parrocchia.

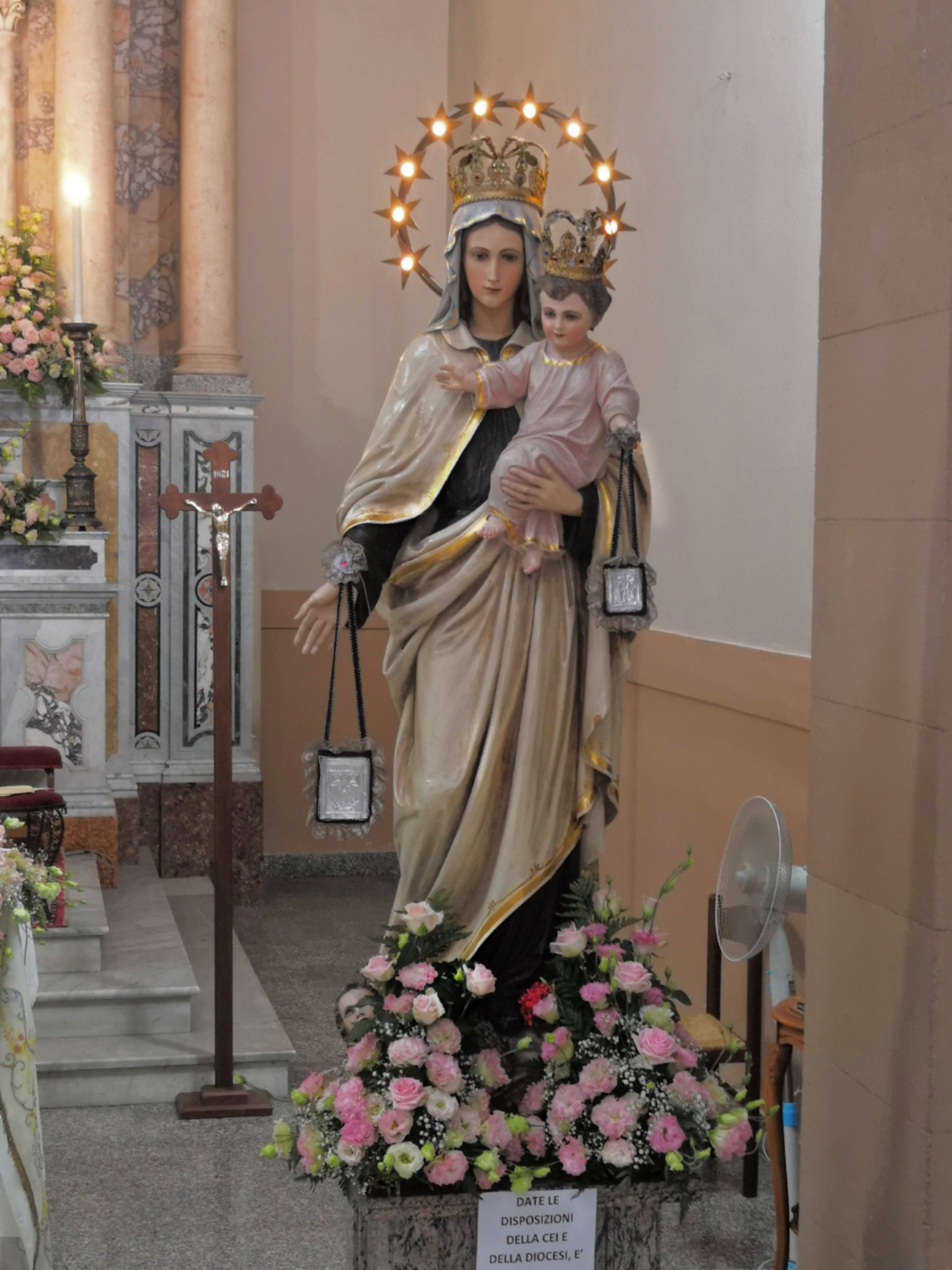
Il simulacro della Madonna attualmente venerato.

 La sacra effigie, realizzata nella seconda metà del secolo scorso in legno di Ortisei secondo l’iconografia tradizionale, rappresenta la Vergine Santa in piedi su una nuvola da cui emergono le teste di tre puttini alati; la Vergine, dai caratteristici lineamenti orientali, è raffigurata nell'atto di mentre porge lo scapolare del Carmelo, adornata dei colori carmelitani e recante sul braccio sinistro il Divino Pargoletto, anche lui con l’abitino in mano. L'opera ha sostituito negli usi culturali il precedente simulacro della Madonna del Carmelo, ben più antico, anch'esso di grande bellezza ed eleganza, anticamente custodito nella Chiesetta della Bambina e tutt'oggi conservato nei locali parrocchiali.

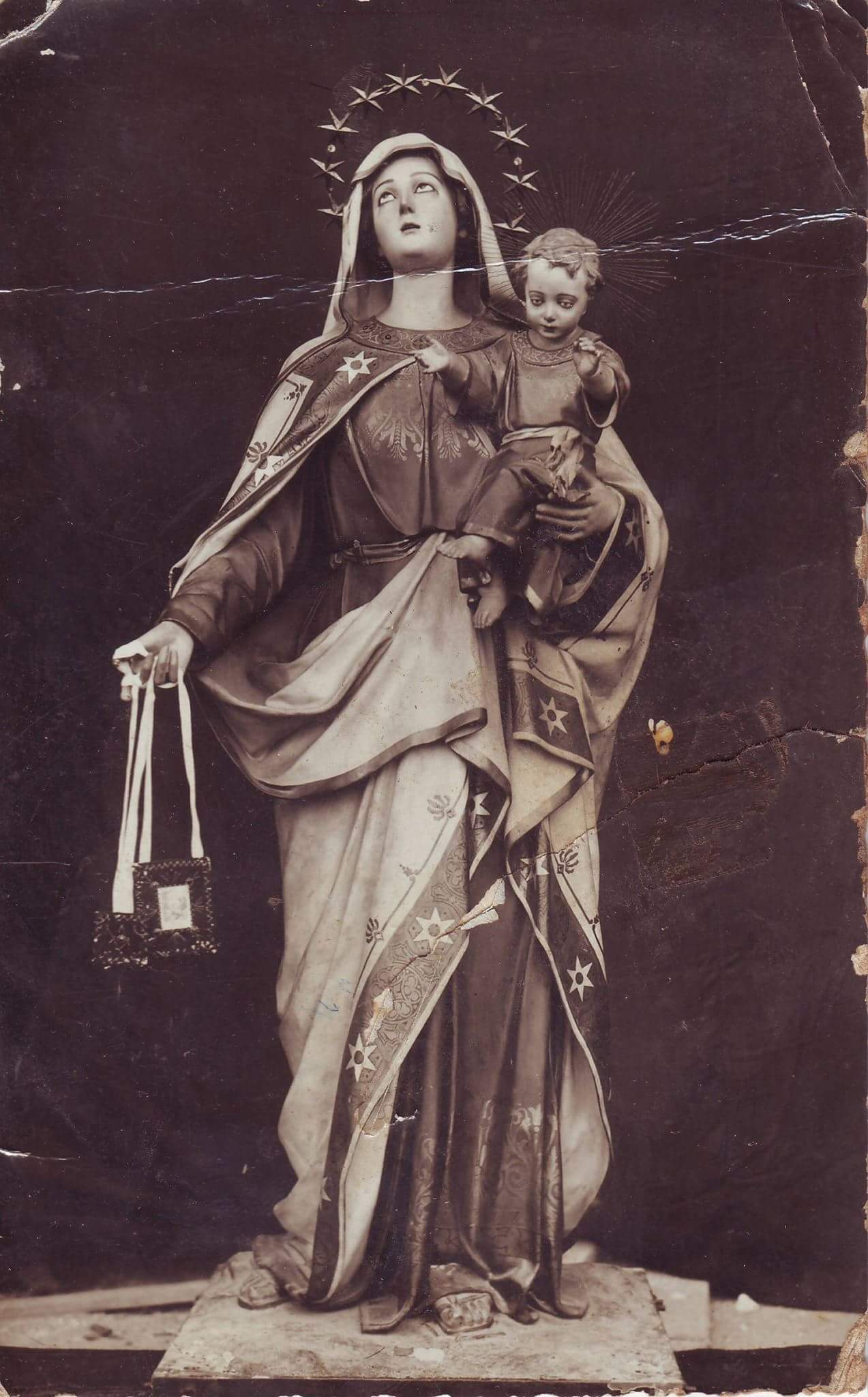
L'antica effigie della Madonna del Carmelo.

Sugli altari laterali sono esposti i simulacri di San Giuseppe (anch'esso proveniente dall'antica chiesetta) e del Sacro Cuore di Gesù, nelle cui aree prospicienti si trovano da un lato una statua di Santa Rita da Cascia, recentemente donata alla parrocchia da alcuni benefattori, e dall'altro l'antica effigie della Madonna Bambina. Un'altra statuetta della Bambina è stata donata dalla Sig.ina Giuseppina De Luca ed è stata posta in chiesa fino al 2017, sostituita successivamente da quella antica; oggi si trova nei locali parrocchiali.

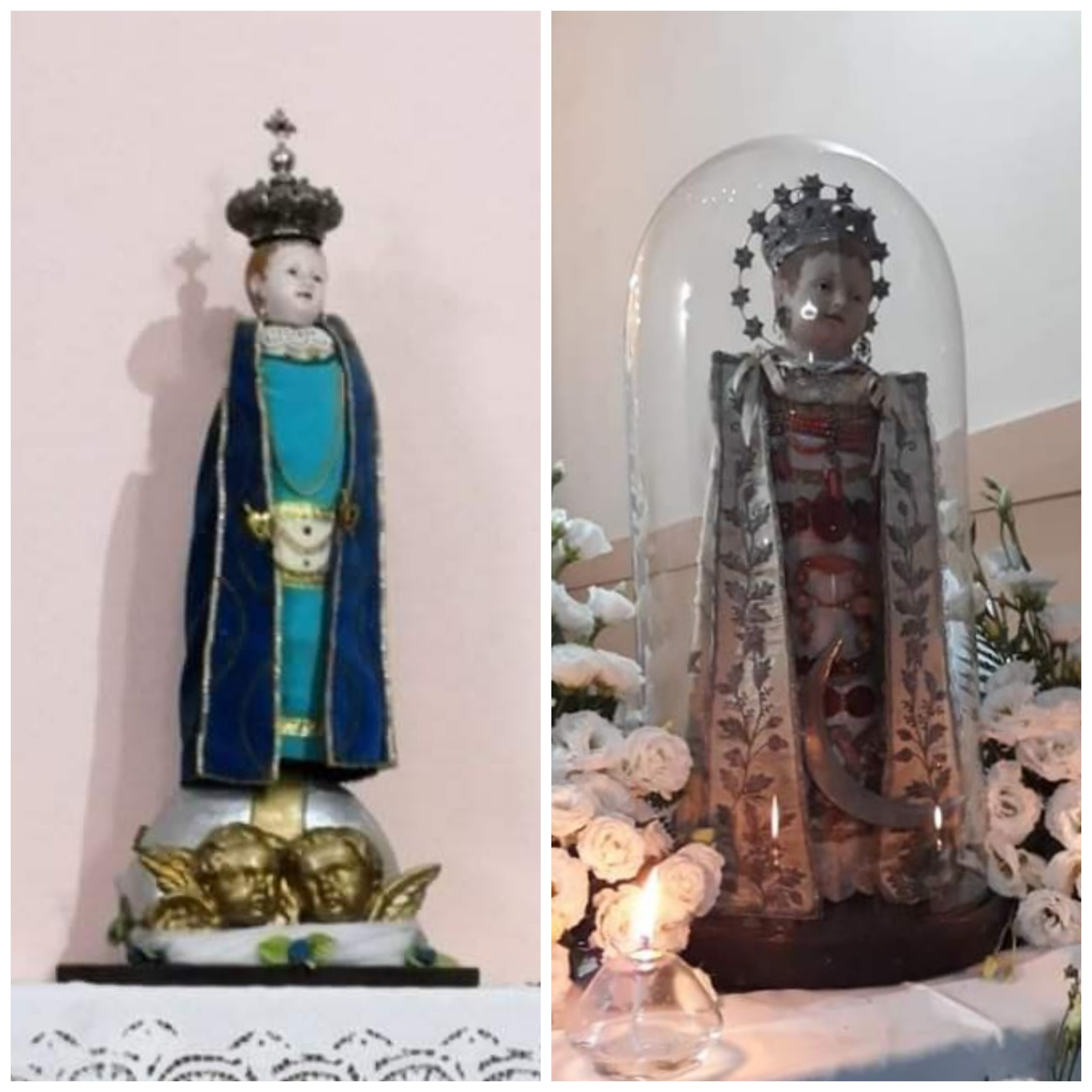
L'antica statua della Bambinella e quella della sig. De Luca.

Nella navata di sinistra poi si trovano un grande crocifisso in legno di rinomato valore artistico, mentre lungo tutte le pareti si possono ammirare i dipinti raffiguranti la Via Crucis; una piccola e antica tela raffigurante la Vergine del Carmelo è posta, infine, nella parete di destra al di sopra del portone che dà sulla via Nazionale; detta tale, un tempo, dominava l'altare maggiore della chiesetta delle anime purganti.

## La festa della Madonna

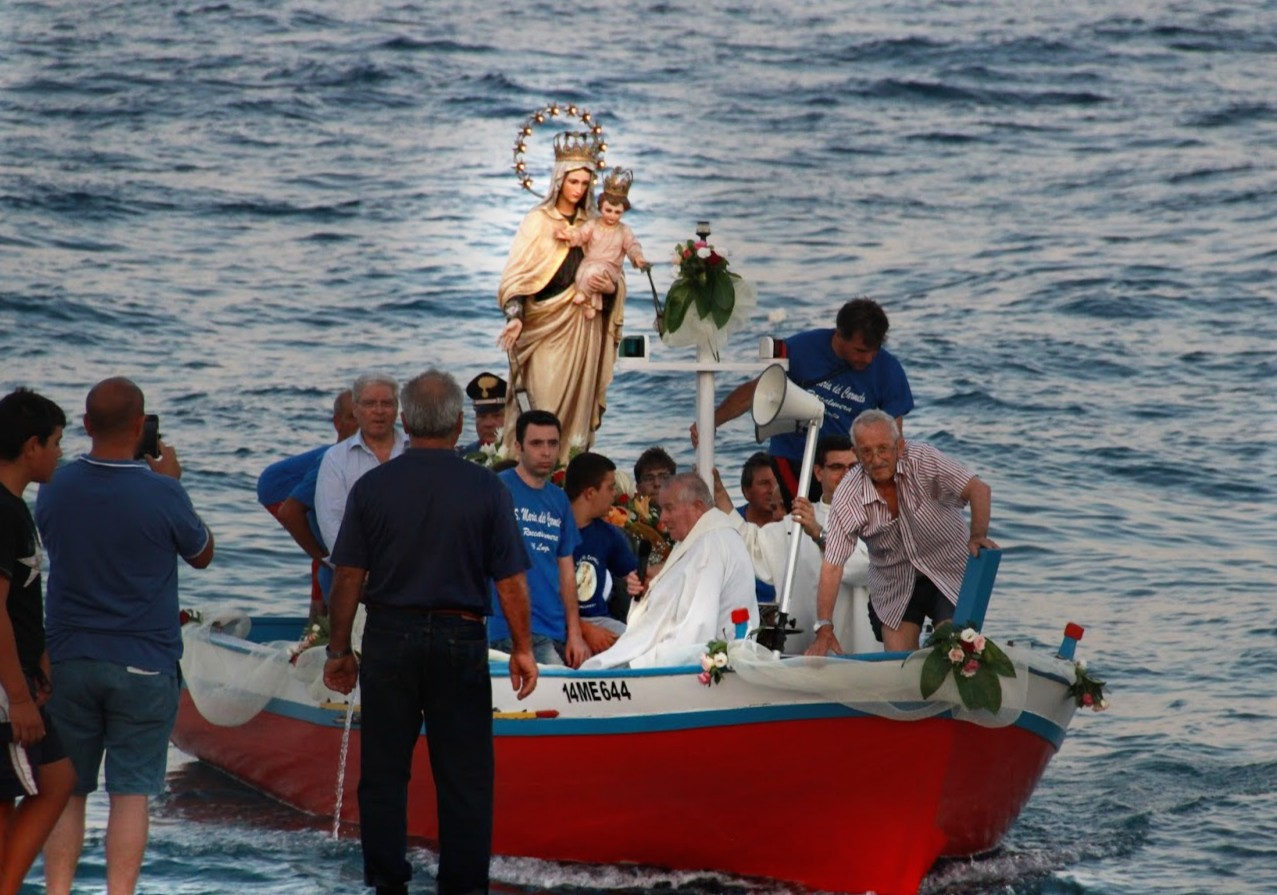
Rientro della processione a mare.

La Chiesa è sede, ogni anno, dei solenni festeggiamenti in onore della Madonna del Carmelo, molto attesi durante l'anno e che chiamano una grande folla di fedeli da tutto il comprensorio e dai numerosi turisti, che ruotano intorno a tre grandi eventi che suscitano grandi emozioni e commozioni da parte dei fedeli: "Il trionfo di Maria in mezzo al suo popolo", che ha luogo il 16 luglio (o la domenica più vicina) con la processione lungo le vie della Parrocchia, la "Notte Blu con Maria" che si tiene un giorno vicino al 16 luglio con la Madonna che viene portata in processione verso la contrada "Ciccarello", viene accolta festosamente dagli abitanti del quartiere, all'arrivo si prega con una Veglia Mariana di Rosario Meditato alla quale segue una fiaccolata per rientrare in parrocchia e "Il meraviglioso giorno di Maria sul mare", che si svolge la domenica successiva con il tradizionale e suggestivo pellegrinaggio a mare del venerato simulacro della Vergine, accompagnato dal parroco, dalle autorità militari e civili, dalla banda musicale, da uno stuolo di barche al seguito e da un’immensa schiera di fedeli e di bagnanti che dalla spiaggia salutano il passaggio della Madre Santa con un caloroso ed incessante applauso. E, “forse, un giorno qualcuno ricorderà quel parroco - Padre Gaetano Murolo - che gridava con voce ormai rauca il nome di Maria, mentre la barca su cui era ospite assieme al simulacro era sballonzolata dalle onde di un mare non del tutto calmo”.